# Miss Missouri
Pour plus de détails, voir Fiche technique et Distribution.
Miss Missouri est un film français réalisé par Élie Chouraqui, sorti en 1990.

## Fiche technique
- Titre : Miss Missouri
- Réalisation : Élie Chouraqui
- Scénario : Élie Chouraqui et Fernand Moszkowicz, d'après le roman de Michel Boujut
- Photographie : Flore Thulliez
- Son : François Musy
- Montage : Anne Lafarge
- Musique : Michel Jonasz
- Sociétés de production : La Sept Cinéma - Saris - SGGC
- Pays de production :  France
- Tournage : août - 13 octobre 1989 à Chicago et Kansas City et Appleton City, Missouri
- Durée : 103 minutes
- Date de sortie : France, 6 juin 1990

## Distribution
- Richard Anconina : Nathan Leven
- Hélène de Saint-Père : Helen Parker
- Wendy Visser : Laurie
- Margret Mazon Oquendo : Barbara
- Allen Hamilton : John Parker
- Brooke Linthicum : Margie
- Penelope Milford : Ann
- Mark Hutter : Steve Legetti
- Tim Grimm : Ken Ferris
- Ken Earl : Memphis
- Barbara Weber-Scaff: voix de Helen Parker